# Atylus collingi
Atylus collingi är en kräftdjursart som först beskrevs av Gurjanova 1938.  Atylus collingi ingår i släktet Atylus och familjen Dexaminidae. Inga underarter finns listade i Catalogue of Life.